# Rancho San Pedro

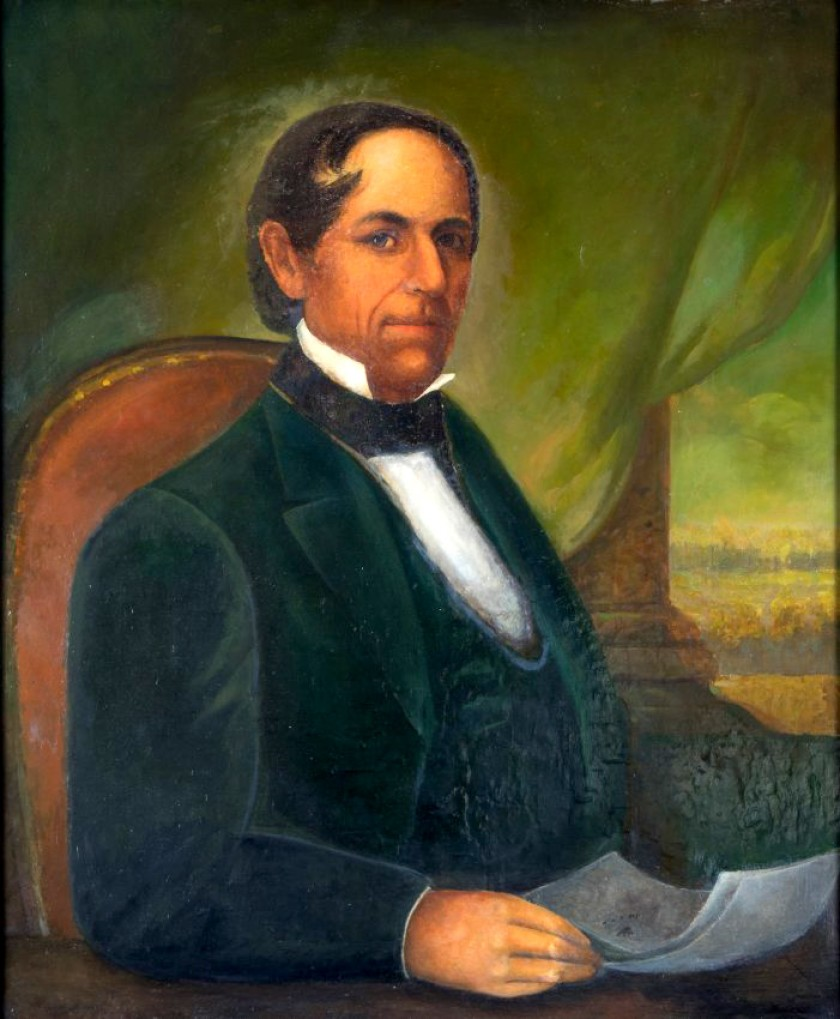
Don Manuel Domínguez, firmante de la Constitución de California y propietario del Rancho San Pedro.

El Rancho San Pedro fue una de las primeras concesiones de tierras de California y el primero en obtener una patente de los Estados Unidos. En 1784 el rey Carlos III concedió 303,5 km² de tierra al soldado Juan José Domínguez, y en 1828 sus descendientes validaron su reclamaciones legales con el gobierno mexicano en 194,2 km²; y ya en 1858 mantuvieron su reclamaciones a través de una patente de los Estados Unidos que validaba 174,5 km². La concesión de tierras española original incluía lo que hoy consiste en las ciudades de la costa del Pacífico del puerto de Los Ángeles, San Pedro, la península de Palos Verdes, Torrance, Redondo Beach, Hermosa Beach y Manhattan Beach, y al este hasta el río Los Ángeles, incluidas las ciudades de Lomita, Gardena, Harbor City, Wilmington, Carson, Compton y partes occidentales de Long Beach y Paramount.

## Historia
Juan José Domínguez (1736–1809), un soldado español, llegó  en 1769 a San Diego, California, y junto a Fernando Rivera y Moncada, sirvió en la expedición de Gaspar de Portolá y, junto con Junípero Serra, viajó a San Juan Capistrano, San Gabriel y Monterrey. En 1784 se le concedió una concesión de diecisiete leguas españolas (303,5 km²) del Imperio español.

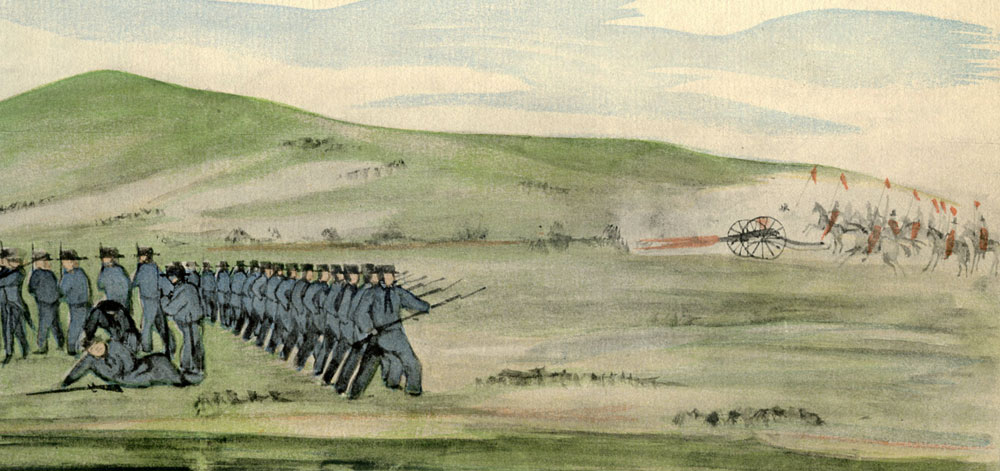
Batalla del Rancho Domínguez, 1846.

Su permiso de pastoreo original se extendía desde la actual Compton hasta la península de Palos Verdes, pero no se convirtió en título de propiedad hasta que fue «concedido nuevamente» en 1822, en la era mexicana, al sobrino y heredero de Juan José, Cristóbal Domínguez. Este último murió poco después, pero sus tres hijos se establecieron en el rancho, construyendo casas de adobe. Al año siguiente, Manuel Domínguez, hijo mayor de Cristóbal Domínguez, se casó con María Engracia de Cota y comenzó una exitosa carrera criando ganado y sirviendo en una variedad de cargos electos y designados en Los Ángeles.

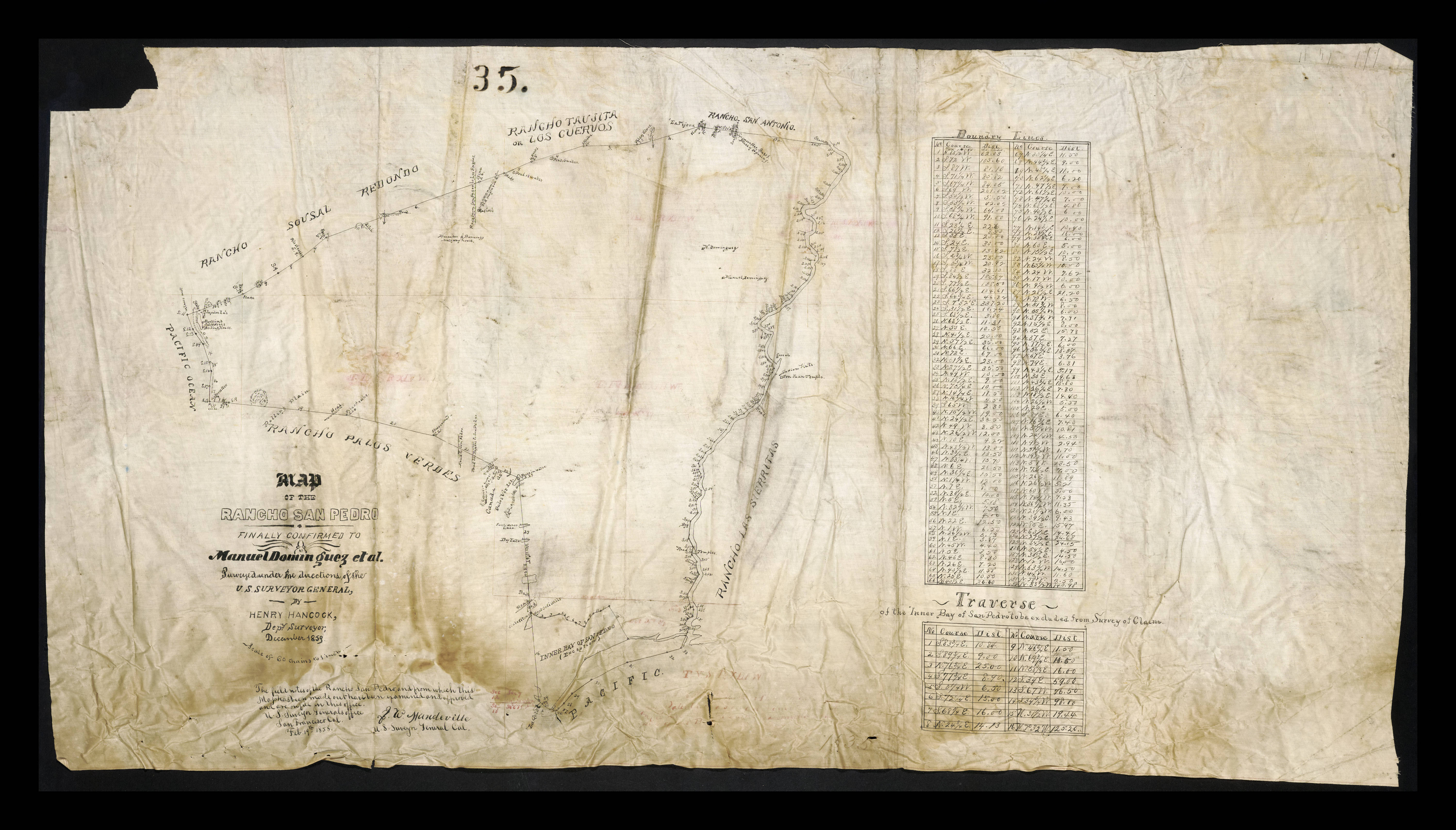
Mapa topográfico de 1859 del Rancho San Pedro otorgado a Manuel Domínguez.

Durante muchos años, una parte de la concesión de tierras del Rancho San Pedro fue disputada entre las familias Domínguez y Sepúlveda a través de varias apelaciones a gobernadores españoles y demandas judiciales entre 1817 y 1883, y finalmente se dividió en diecisiete parcelas en 1882. La familia Sepúlveda recibió 128 km² de terreno, conocido como Rancho de los Palos Verdes que más tarde se convirtió en las ciudades de l península de Palos Verdes, así como porciones de Torrance y San Pedro.
Con la «cesión» de California a los Estados Unidos después de la guerra entre México y Estados Unidos, el Tratado de Guadalupe Hidalgo de 1848 estipuló que se respetarían las concesiones de tierras. Como lo exigía la Ley de Tierras de 1851, en 1852 se presentó una reclamación por el Rancho San Pedro ante la Comisión de Tierras Públicas,  y se obtuvo una patente para 170 km², concedido a Manuel Domínguez y firmado por el presidente James Buchanan el 18 de diciembre de 1858. En 1852 Nasario Domínguez presentó una reclamación separada por un sexto de la concesión, pero fue rechazada por la Comisión en 1855.
En 1869, el mayor general del ejército de la Unión, William S. Rosecrans, compró 64,7 km². El Rancho Rosecrans estaba delimitado por lo que luego fue Florence Avenue al norte, Redondo Beach Boulevard al sur, Central Avenue al este y Arlington Avenue al oeste.
Tras la muerte de Manuel Domínguez y su esposa, el rancho fue dividido entre sus seis hijas.

## Lugares históricos
- Rancho Adobe Domínguez. Obra de adobe de Manuel Domínguez, terminada en 1826, es un sitio histórico nacional.
- La Batalla del Rancho Domínguez de la guerra entre México y Estados Unidos se libró en terreno del rancho.
- Los Misioneros Hijos del Inmaculado Corazón de María se establecieron en el Rancho Adobe Domínguez y cultivaron jardines adyacentes desde aproximadamente 1900.
- Árbol del águila (Eagle Tree). Era un árbol que marcaba el límite del rancho. Cayó en 2022.